# Ley del desempeño y los resultados del Gobierno
La Ley del desempeño y los resultados del Gobierno de 1993 (GPRA por sus siglas en inglés, Government Performance and Results Act) es una ley de los Estados Unidos promulgada en 1993, y que consta de un conjunto de leyes diseñadas para mejorar la evaluación del desempeño del gobierno. Esta ley requiere que los distintos organismos se involucren en tareas de gestión del desempeño tales como establecer objetivos, medir resultados e informar de su progreso. Para cumplir con esta ley, las agencias elaboran planes estratégicos, de evaluación, del desempeño y realizar análisis de brechas de conducta de los proyectos. La ley de 1993 implantó la planificación de proyectos, la planificación estratégica y estableció un marco de presentación de informes para que las agencias muestren los progresos realizados en el logro de sus objetivos.
La Ley de Modernización del GPRA de 2010 partió de los requisitos existentes en la ley de 1993 y desarrolló un sistema más eficiente y moderno para que las agencias gubernamentales informen sobre sus progresos.

## Historia
La Ley de Desempeño del Gobierno fue firmada por el Presidente Clinton el 3 de agosto de 1993 pero no se implantó hasta el año 1999. Desde su firma, el Gobierno se centró en la recopilación y preparación de datos para el siguiente ejercicio fiscal. El año fiscal para el presupuesto federal siempre comienza el 1 de octubre y finaliza el 30 de septiembre del año siguiente. Antes de que se promulgara el GPRA, se intentó legislar para cumplir con la tarea que ahora cumple; se denominó Sistema de Planificación de Programas y Presupuesto. Una legislación similar también intentó abordar la gestión del desempeño, como el presupuesto en base cero, la gestión de calidad total y algunos otros programas menores. Estos fueron algunos de los muchos programas infructuosos que intentaron establecer un Presupuesto de Desempeño Federal. Pero donde estos no recibieron suficiente aprobación legislativa para ser convertidos en ley, el GPRA fue aprobado con éxito tanto por el Congreso como por el presidente. Para asegurar que el GPRA continuara teniendo un impacto duradero, el presidente Obama firmó el 4 de enero de 2011 la Ley de Modernización del Desempeño y los Resultados del Gobierno de 2010. El GPRA ha cumplido plenamente con su propósito de informar sobre los objetivos de la agencia y alcanzarlas durante veintitrés años.

## Propósitos de la Ley de 1993
Esta ley fue promulgada para ganar la confianza del pueblo estadounidense. El gobierno es responsable de todos los resultados de los programas que se logran.
- Establecer objetivos para todas las agencias u organismos gubernamentales.
- Ayudar a los Comités del Congreso en su capacidad para enmendar, suspender o establecer programas basados en el rendimiento de cada año fiscal.
- Mejorar el desempeño de todas las agencias federales y medir su eficiencia.
- Comparar los resultados actuales con los de años anteriores como una medida de eficiencia.
- Destacar los procesos operativos, las habilidades, la tecnología la información humana y de capital o cualquier otro recurso que se requiera para alcanzar nuevos objetivos para ese año específico.

## Los tres elementos del GPRA
- Las agencias deben desarrollar planes estratégicos quinquenales que deben contener una declaración de la misión de la agencia, así como objetivos a largo plazo y orientados a resultados que cubran cada una de sus principales funciones.[5]
- Se requiere que las agencias preparen planes anuales de desempeño que establezcan los objetivos de desempeño para el año fiscal correspondiente, una breve descripción de cómo se deben cumplir estos objetivos y una descripción de cómo se pueden verificar estos objetivos de desempeño.
- Las agencias deben preparar informes anuales de desempeño que revisen el éxito o el fracaso de la agencia en el cumplimiento de sus objetivos de rendimiento o desempeño. Los objetivos de rendimiento deben cubrir cada actividad del programa recogida en el presupuesto de la agencia

La Oficina de Administración y Presupuesto (OMB, por sus siglas en inglés, Office of Management and Budget) tiene la tarea, de conformidad con el GPRA, de elaborar un informe anual de evaluación del desempeño de la agencia. Se realiza conjuntamente con la solicitud de presupuesto anual del Presidente.
El Poder Ejecutivo supervisa la implementación del GPRA. El requisito clave del GPRA es que las agencias establezcan sus objetivos y el nivel de desempeño necesarios para lograr el éxito en la agencia o programa en particular. También pide a las agencias que indiquen claramente su proceso operativo, sus estrategias presupuestarias, sus posiciones tecnológicas y de habilidades, así como otros recursos necesarios para alcanzar los objetivos. También es fundamental proporcionar una estrategia para comparar los logros reales de un organismo dado con los objetivos de desempeño que se propone alcanzar.

## Ley de Modernización del GPRA de 2010
El 4 de enero de 2011, el presidente Obama firmó la Ley de Modernización del GPRA de 2010 (GPRAMA por sus siglas en inglés, GPRA Modernization Act)  Sección 10 que requiere que los organismo o agencias publiquen sus planes e informes estratégicos y de evaluación del desempeño en formatos legibles por máquinas. StratML es un formato de este tipo. Las agencias deben identificar "factores clave externos a la agencia u organismo, y fuera de su control, que podrían afectar significativamente al logro de sus metas y objetivos generales".

## Planes de evaluación del desempeño e informes
Cada informe contiene una lista de objetivos de rendimiento para cada programa. Esto incluye indicadores que ayudan a medir el resultado para cada objetivo. El rendimiento logrado se compara con los niveles de desempeño y los objetivos que se habían fijado para el año. Si el objetivo de rendimiento no se alcanza en ese año fiscal, se debe dar una explicación de por qué no se han cumplido los objetivos. Tras la explicación, tienen que entregar un plan por escrito describiendo lo que harán para alcanzar sus objetivos durante el siguiente año fiscal. Deben detallar la utilizad de cada objetivo y de su efectividad en el resultado final. Estos resultados serán enviados al Presidente y al Congreso. El público puede acceder a los resultados una vez publicados.